# Eglwyscummin
Eglwyscummin är en community i Storbritannien.   Den ligger i kommunen Carmarthenshire och riksdelen Wales, i den södra delen av landet, 300 km väster om huvudstaden London.
Största byn heter Red Roses.